# 成長のための日米経済パートナーシップ
成長のための日米経済パートナーシップ（せいちょうのためのにちべいけいざいパートナーシップ、英語: Japan-US Economic Partnership for Growth）とは、日本国政府とアメリカ合衆国連邦政府の間の経済政策に関する課題について、両国が緊密に意見交換や協力を行うために設置された構造をいう。2001年6月30日の日米首脳会談において発表された。
このもとでは、日米次官級経済対話、官民会議、規制改革及び競争政策イニシアティブ（年次改革要望書）、投資イニシアティブ、財務金融対話、貿易フォーラムなどが設置されている。

## 沿革
日米間の規制を含む社会構造に関する相互協議の場としては、日米構造協議、日米包括経済協議、規制緩和対話の流れを汲む。